# Rusudan
Rusudan Gruzijska (gruzijski რუსუდანი) bila je žena iz Gruzije koja je postala supruga cara Manuela I. Trapezuntskog.
Nju se često smatra pripadnicom dinastije Bagrationi.
Prema jednoj teoriji, ona je bila kći kralja Đure IV. Gruzijskoga i njegove konkubine te nećakinja kraljice Rusudan.
Najvjerojatnije je Rusudan bila pučanka te konkubina, a ne vjenčana supruga cara Manuela.
U kronici povjesničara Mihaela Panaretosa, Rusudan čak nije dan ni naslov kyra – „gospa/dama“. To bi doista moglo upućivati da on nije smatrao da je ona dovoljno plemenitog podrijetla.
Manuel i Rusudan su imali barem jednu kćer, caricu Teodoru. Moguće je da su imali još dvije kćeri. Jedna od njegovih kćeri bila je supruga kralja Demetrija II. Gruzijskoga.
Nakon što je Rusudan umrla – ili možda ipak za njezina života – Manuel je oženio plemkinju Irenu Syrikainu.